# Die sieben Samurai
Die sieben Samurai (japanisch 七人の侍 Shichinin no samurai) ist ein japanischer Historienfilm des Regisseurs Akira Kurosawa aus dem Jahr 1954. Der von Kritikern gefeierte Film gilt als einer der bekanntesten und einflussreichsten japanischen Filme.

## Handlung
Japan in der Azuchi-Momoyama-Zeit, im Jahr 1587: Banditen überfallen wiederholt ein kleines Bauerndorf und plündern die Ernte. Als die nächste Ernte ansteht, entschließen die Dorfbewohner sich, einige Samurai anzuheuern. Obwohl das Dorf außer Verpflegung keinen Lohn bieten kann, gewinnen sie sieben Kämpfer für die Verteidigung: den alternden Samurai Kambei, den jungen Sohn einer Samurai-Familie Katsuhiro, Shichiroji, einen Freund Kambeis, den Bogenschützen Gorobei, Heihachi, den schweigsamen Kyuzo, der von Katsuhiro bewundert wird, sowie den Bauernsohn und Möchtegern-Samurai Kikuchiyo.
Mehrfach kommt die gesellschaftliche Spaltung zwischen den Samurai als Kriegerklasse und den armen Bauern zum Ausdruck. Näherten sich die Bauern den Samurai bereits beim Anheuern mit großer Unterwürfigkeit, versteckt sich die Dorfbevölkerung bei Ankunft der sieben Kämpfer zunächst verängstigt in ihren Häusern. Zudem befürchten einige der Bauern, dass sich die Samurai mit ihren Frauen oder Töchtern einlassen könnten. Dennoch beginnen die Samurai unter Kambeis Führung, das Dorf zu befestigen, die Dorfbewohner mit Bambusspeeren auszurüsten und ihnen grundlegenden Kampfunterricht zu geben.
Zu einer vorübergehenden Krise kommt es, als zur Ergänzung der Ausrüstung im Dorf versteckte Samurairüstungen und -waffen zum Vorschein kommen, die die Bauern zuvor erschlagenen Samurai abgenommen hatten. Angesichts der Entrüstung der übrigen Samurai prangert Kikuchiyo in eindringlichen Worten einerseits die Verschlagenheit der Bauern an, die übertriebene Armut vorspielen und dabei geheime Vorräte halten und außerdem Samurai töten; andererseits schiebt er die Schuld für die Verrohung der Bauern auf Armut und Leid, das von Kriegen und damit auch von Samurai über die Dörfer gebracht wurde. Die sieben Kämpfer setzen ihre Verteidigungsarbeit fort. Als sie erfahren, dass die Bauern selbst nicht einmal von dem Reis zu essen haben, mit dem sie die Samurai verpflegen, geben sie ihre Essensreste hungrigen Dorfbewohnern.
Als die Bauern die Gersteernte eingebracht haben, kündigt die Entdeckung von drei Spähern der Banditen das Nahen des Überfalls an. Mit den erbeuteten Pferden der Späher kommen drei Samurai dem Angriff zuvor und töten mehrere Banditen in deren Unterschlupf, müssen aber auch den Verlust von Heihachi hinnehmen.
Wenig später greifen die Banditen das Dorf an. Unter der Führung von Kambei schlagen die Samurai und die Bauern diese und spätere Angriffswellen zurück; Gorobei wird dabei jedoch getötet. In der Nacht vor dem erwarteten Entscheidungskampf kommt es zu Aufregung, als der junge Katsuhiro und die Bauerntochter Shino von deren Vater zusammen entdeckt werden. Am folgenden Morgen kommt es zum Angriff der letzten Banditen. Die Angreifer können ausnahmslos getötet werden, doch auch mehrere Dorfbewohner sowie Kyuzo und Kikuchiyo kommen um.
In der Schlussszene pflanzen die Bauern unter Musik und Gesang Reis an. Katsuhiro trifft erneut auf Shino, doch diese ignoriert ihn. Kambei und Shichiroji betrachten die Szenerie; Kambei meint, dass auch die Schwertkrieger den Kampf verloren und allein die Bauern gewonnen haben. Sein letzter Blick, bevor der Film ausblendet, gilt den Gräbern der vier gefallenen Samurai.

## Entstehung und Veröffentlichung
| Figur                 | Darsteller        | Deutscher Sprecher  |
| --------------------- | ----------------- | ------------------- |
| Kambei Shimada        | Takashi Shimura   | Paul Wagner         |
| Kikuchiyo             | Toshirō Mifune    | Herbert Stass       |
| Gorobei Katayama      | Yoshio Inaba      | Alexander Welbat    |
| Kyuzo                 | Seiji Miyaguchi   | Claus Holm          |
| Heihachi Hayashida    | Minoru Chiaki     | Klaus Herm          |
| Katsuhiro             | Isao Kimura       | Claus Wilcke        |
| Shino                 | Keiko Tsushima    | Christel Merian     |
| Bauer Rikichi         | Yoshio Tsuchiya   | Lothar Blumhagen    |
| Dorfältester          | Kokuten Kōdō      | Herbert Grünbaum    |
| Banditenchef          | Takagi Shinpei    | Reinhard Kolldehoff |
| Bauer Manzo           | Kamatari Fujiwara | Hugo Schrader       |
| Bauer Mosuke          | Yoshio Kosugi     | Hans Walter Clasen  |
| Kyuzos Herausforderer | Hiroshi Hayashi   | Benno Hoffmann      |
| Kuli                  | Jun Tatara        | Wolfgang Draeger    |
| Erzähler              | N.N.              | Curt Ackermann      |

Die sieben Samurai war einer der teuersten japanischen Filme aller Zeiten. Über 3000 Mitwirkende und ein Jahr Drehzeit verschlangen rund 20 Millionen Yen. Das Einspielergebnis betrug in Japan rund 272.000 US-Dollar. Die Originallänge des Films betrug 207 Minuten. Kurosawa bediente sich hier erstmals der für seine späteren Werke charakteristischen Arbeitsmethode mit drei gleichzeitig laufenden Kameras. Insbesondere in den zahlreichen Kampfszenen kommt diese Technik zum Einsatz, da es, so Kurosawa, unmöglich gewesen wäre, sämtliche Handlungs- und Bewegungsabläufe im Voraus zu planen.
In den deutschen Kinos lief der Film am 13. Juli 1962 an in einer auf 159 Minuten gekürzten Fassung an. Deren Synchronisation entstand bei der Berliner Synchron unter der Dialogregie von Curt Ackermann nach dem Dialogbuch von Bruno Franke. New KSM veröffentlichte die deutsche Kinofassung 2008 auf DVD sowie als 3-DVD-Set zusammen mit der japanischen Originalfassung mit Untertiteln (OmU). Durch die PAL-Beschleunigung läuft letztere in dieser Auflage 193 Minuten.
In der Schweiz veröffentlichte trigon-film am 30. April 2013 eine 201 Minuten lange „restaurierte integrale Fassung“ auf Blu-ray Disc mit deutschen Untertiteln. Im Vereinigten Königreich brachte das British Film Institute eine Blu-ray Disc der Originalfassung mit englischen Untertiteln heraus. Im Ländercode A (USA) veröffentlichte The Criterion Collection die Langfassung auf drei DVDs bzw. 2 Blu-rays. Diese enthält auch eine Dokumentation zu Entstehung und Einfluss des Films.

## Rezeption
Die sieben Samurai gilt als Klassiker, was sich auch in den Auswertungen US-amerikanischer Aggregatoren widerspiegelt. So erfasst Rotten Tomatoes ausschließlich wohlwollende Besprechungen, Metacritic ermittelt aus den vorliegenden Bewertungen „Einhelliges Lob“. Er zählt unter anderem zu den Lieblingsfilmen der Kritiker James Berardinelli und Roger Ebert. Insgesamt listet They Shoot Pictures, Don’t They? Die sieben Samurai unter den 10 angesehensten Werken der Filmgeschichte.
Das Lexikon des Internationalen Films bezeichnet „Kurosawas faszinierendes Samurai-Epos“ als „packendes Abenteuerdrama, episches Gedicht und philosophische Meditation zugleich“.
Der Evangelische Film-Beobachter zog folgendes Fazit: „Eine meisterhaft gestaltete Film-Ballade mit ergreifendem menschlichen Gehalt. Erwachsenen ausdrücklich zu empfehlen.“
Die sieben Samurai wurde weltweit für zahlreiche Auszeichnungen nominiert, darunter zwei Oscars für Beste Ausstattung und Bestes Kostüm und drei British Film Academy Awards für den Besten Film und Besten ausländischen Darsteller (Toshirō Mifune und Takashi Shimura). Als Sieger ging er bei den Filmfestspielen von Venedig hervor, bei denen er den Silbernen Löwen gewann. Beim „Mainichi Eiga Concours“ gewann Seiji Miyaguchi eine Auszeichnung als bester Nebendarsteller. Auch in Finnland wurde der Film 1959 mit Preisen bedacht: Akira Kurosawa wurde als bester fremdsprachiger Regisseur, Takashi Shimura als bester fremdsprachiger Schauspieler mit dem Jussi geehrt.
Außerdem setzen die Nutzer der Filmdatenbank IMDb Die sieben Samurai auf Platz 23 ihrer Top 250 beliebtesten Filme.

## Einfluss
Das Thema des Films wurde in verschiedenen Filmgenres immer wieder aufgegriffen und variiert; am bekanntesten ist der Western Die glorreichen Sieben von John Sturges aus dem Jahr 1960. Dieser wurde 2016 gleichnamig neuverfilmt. Daneben gibt es im Rahmen der Karl-May-Filme aus dem Jahr 1966 Winnetou und sein Freund Old Firehand, eine Science-Fiction-Bearbeitung unter dem Titel Sador – Herrscher im Weltraum (1980) und den 3D-Animationsfilm Das große Krabbeln (1998). Ebenfalls an die Handlung angelehnt ist der Bollywood-Film Sholay.
In der Episode Die glorreichen Ferengi (The Magnificent Ferengi, Staffel 6, Folge 10) aus der Serie Star Trek: Deep Space Nine finden sich sechs Ferengi zu einer anfangs aussichtslosen Mission zusammen. Auch die Folge Marodeure (Marauders, Staffel 2, Folge 6) der Serie Star Trek: Enterprise (2002) hat Elemente aus der Handlung des Films. Eine kleine Bergbau-Kolonie wird immer wieder von klingonischen Räubern überfallen, Mitglieder der Besatzung der Enterprise helfen den Bewohnern bei der Selbstverteidigung.
Stephen King griff das Motiv des Films in seinem 2003 veröffentlichten Roman Wolfsmond auf, in dem „Revolvermänner“ ein bedrohtes Dorf von Reisbauern vor regelmäßigen Überfällen durch die „Wölfe“ retten. Stephen King selbst erklärt den Bezug zu Die sieben Samurai und Die glorreichen Sieben im Nachwort des Romans.
2004 wurde im japanischen Fernsehen eine Adaption des Films als Anime mit dem Titel Samurai 7 ausgestrahlt.
In der animierten Serie The Clone Wars gibt es eine Folge namens „Kopfgeldjäger“, die Akira Kurosawa gewidmet ist und dieselbe Problematik behandelt: Ein Dorf wird von Piraten um seine Ernte gebracht, die Jedi und Kopfgeldjäger bringen den Bewohnern bei, sich selbst zu verteidigen, und zu guter Letzt weist Obi-Wan Kenobi darauf hin, dass die Bauern ihr Dorf verteidigt hätten.
Auch Eiichirō Oda greift die sieben Samurai in seiner Mangareihe One Piece auf, in dem er ein zentrales Element der Handlung nach diesen benennt.